# Hodgsons vliegenvanger
Hodgsons vliegenvanger (Ficedula erithacus voorheen: Ficedula hodgsonii) is een zangvogel uit de familie van vliegenvangers (Muscicapidae). Deze soort kreeg een andere naam op grond van de regels van de International Code of Zoological Nomenclature.

## Verspreiding en leefgebied
Deze soort komt voor van de Himalaya tot oostelijk India en Zuidoost-Azië.